# Euceros maculicornis
Euceros maculicornis là một loài tò vò trong họ Ichneumonidae.